# 阿明·尼亚佐夫
阿明·伊尔马托维奇·尼亚佐夫（俄语：Амин Ирматович Ниязов，1903年11月20日—1973年12月26日），乌兹别克族，苏联党和国家领导人。曾任乌共（布）中央第一书记，乌兹别克苏维埃社会主义共和国最高苏维埃主席团主席。

## 生平
- 1903年11月7日（格里历：11月20日）出生于沙俄费尔干纳州阿克特佩村的农民家庭。
- 1919年-1920年，Fergana区粮食委员会工作；共青团费尔干纳市委书记。
- 1920年-1930年，突厥斯坦地区契卡，国家政治保卫局（格别乌）工作。费尔干纳州财政厅厅长。1925年加入联共（布）。
- 1930年-1934年，莫斯科斯大林工业学院学习。
- 1935年-1941年，乌兹别克苏维埃社会主义共和国经济部门工作。
- 1941年-1946年，乌兹别克苏维埃社会主义共和国财政人民委员。
- 1946年-1947年，乌兹别克苏维埃社会主义共和国部长会议副主席。
- 1947年3月-1950年8月，乌兹别克苏维埃社会主义共和国最高苏维埃主席团主席。
- 1950年4月-1955年12月，乌共中央第一书记。他被认为是费尔干纳帮的代表。
- 1956年-1957年，乌兹别克苏维埃社会主义共和国公共事业部长。
- 1957年退休。
- 1973年12月26日于塔什干逝世，享年70岁。

尼亚佐夫是苏共19大代表，第19届中央委员；第2-4届苏联最高苏维埃联盟院代表；第2-4届乌兹别克苏维埃社会主义共和国最高苏维埃代表。

## 荣誉
- 两次列宁勋章
- 三次劳动红旗勋章
- 两次红星勋章